# ابنزر آکینسانمیرو
ابنزر آکینسانمیرو (انگلیسی: Ebenezer Akinsanmiro؛ زادهٔ ۲۵ نوامبر ۲۰۰۴) یک بازیکن فوتبال اهل نیجریه است که برای باشگاه فوتبال سمپدوریا در پست هافبک بازی می‌کند.